# ユーリス・ラザグリアエフ
ユーリス・ラザグリアエフ（Juris Razgulajevs、Juris Razguliaiev、Yuri Razguliaiev、1973年3月20日 - ）は、ソビエト連邦出身の男性フィギュアスケートアイスダンス選手で現在はコーチ兼振付師。1994年リレハンメルオリンピックアイスダンスウズベキスタン代表。1991年世界ジュニア選手権優勝。パートナーは都築奈加子、アリキ・ステルギアドゥなど。

## 経歴
アリキ・ステルギアドゥとカップルを結成し、ソビエト連邦代表として出場した1990-1991年シーズンの世界ジュニアフィギュアスケート選手権で優勝を果たす。ソビエト連邦崩壊後はラトビアに所属し、ラトビア選手として1992年世界選手権に出場し10位。同シーズン終了後、ウズベキスタンへ移り、以後ウズベキスタン代表として活動を始めた。
1993-1994年シーズンのNHK杯で3位となったが、リレハンメルオリンピックでは13位に終わった。オリンピック終了後、アリキ・ステルギアドゥとのカップルを解消。
1994-1995年シーズンより日本へ移籍し都築奈加子とカップルを結成。第63回全日本フィギュアスケート選手権、第64回全日本フィギュアスケート選手権で優勝を果たす。1996年世界選手権では16位。直後に都築奈加子とのカップルを解散。1996-1997年シーズンより再びラトビアへ移籍し、ジェニー・ダーレンとカップルを結成。1997年欧州選手権22位、同年の世界選手権24位。のちに引退。
現在はカナダでコーチとして活動を続けている。妻イリーナとの間に生まれた長男ドミトリー・ラザグリアエフはカナダのアイスダンス選手となり、次男アレクセイはアイスホッケー選手をしている。

## 主な戦績
- 1990-94はアリキ・ステルギアドゥとのカップル
- 1994-96は都築奈加子とのカップル。
- 1996-97はジェニー・ダーレンとのカップル。

| 大会/年          | 1990-91 | 1991-92 | 1992-93 | 1993-94 | 1994-95 | 1995-96 | 1996-97 |
| ---------------- | ------- | ------- | ------- | ------- | ------- | ------- | ------- |
| オリンピック     |         |         |         | 13      |         |         |         |
| 世界選手権       |         | 10      | 10      | 11      |         | 16      | 24      |
| 欧州選手権       |         |         |         |         |         |         | 22      |
| 全日本選手権     |         |         |         |         | 1       | 1       |         |
| ラリック杯       |         |         |         |         |         | 9       |         |
| NHK杯            |         |         |         | 3       |         | 5       |         |
| ネーベルホルン杯 |         |         |         |         |         | 6       |         |
| 世界Jr.選手権    | 1       |         |         |         |         |         |         |